# 213
El 213 (CCXIII) fou un any comú començat en divendres del calendari julià.

## Esdeveniments
- Caracal·la surt de Roma i expulsa saltamarges germànics de la Gàl·lia mentre la seva mare, Júlia Domna, resta a Roma per governar l'Imperi Romà en nom seu.